# Lac de Bage
Le lac de Bage, ou lac de Bages, est un lac de barrage français du département de l'Aveyron, créé par le barrage du Bage.

## Histoire
Le barrage du Bage a été construit de 1948 à 1952 et la mise en eau s'est effectuée cette même année, formant le lac de Bage.
En 2015, lors de la vidange du lac, onze récifs artificiels y ont été immergés en vue de favoriser plusieurs zones d'abri pour les poissons qui n'ont sinon qu'un ancien pont immergé comme possibilité pour se cacher par rapport aux prédateurs, notamment les cormorans.

## Géographie

Carte du complexe hydroélectrique du Lévézou.

Le lac de Bage fait partie de l'ensemble des lacs du Lévézou, au centre du département de l'Aveyron. En distances orthodromiques, il se situe 15 kilomètres au sud-est de Rodez et 33 kilomètres au nord-ouest de Millau.
À une altitude maximale de 715 mètres NGF il est alimenté par le Bage, un petit affluent du Viaur. Il fait moins de deux kilomètres de long pour 150 à 360 mètres de large et s'étend sur 53 hectares. La retenue baigne deux communes, celle où est érigé le barrage : Pont-de-Salars à l'ouest (environ 52 % de la superficie du lac), ainsi que celle de Canet-de-Salars à l'est (48 %). Le volume total de la retenue est de 4,4 millions de mètres cubes dont 3,09 utiles.
En dehors du Bage, le lac est également alimenté par quelques ruisseaux, parmi lesquels ceux de Buscaylet, de Lestang et du Malpas. Cependant, le principal apport en eau provient du lac de Pont-de-Salars qui s'y déverse par une galerie de 2 700 mètres de longueur et de 2,60 mètres de diamètre. Au barrage du Bage, si le bassin versant du Bage n'est que de 16 km2, l'apport en eau du Viaur depuis le lac de Pont-de-Salars y ajoute l'équivalent de 200 km2, ce qui aboutit à un bassin versant cumulé de 216 km2.
L'eau du lac de Bage est détournée pour être remontée de 87 ou 98 mètres et refoulée dans le lac de Pareloup depuis la station de pompage de Bage, d'une puissance de 16,2 MW, via une galerie souterraine de 6 400 m de long. Cela participe à hauteur de 55 % à l'alimentation du lac de Pareloup.

## Activités
Le lac sert de retenue d'eau au barrage du Bage. Cette eau est refoulée et rehaussée par la station de pompage de Bage vers le lac de Pareloup, pour une production d'énergie hydroélectrique à la centrale d'Alrance, en amont du lac de Villefranche-de-Panat.
Les sports nautiques sont interdits sur le lac de Bage qui est réservé à la pêche.
D'une profondeur maximale de 25 mètres au niveau du barrage, le lac est initialement une zone de pêche de 1re catégorie où peuvent être pêchés brochets, perches, sandres et poissons blancs. Après l'immersion de onze récifs artificiels en 2015, la zone de pêche du lac est passée en 2e catégorie.

## Galerie

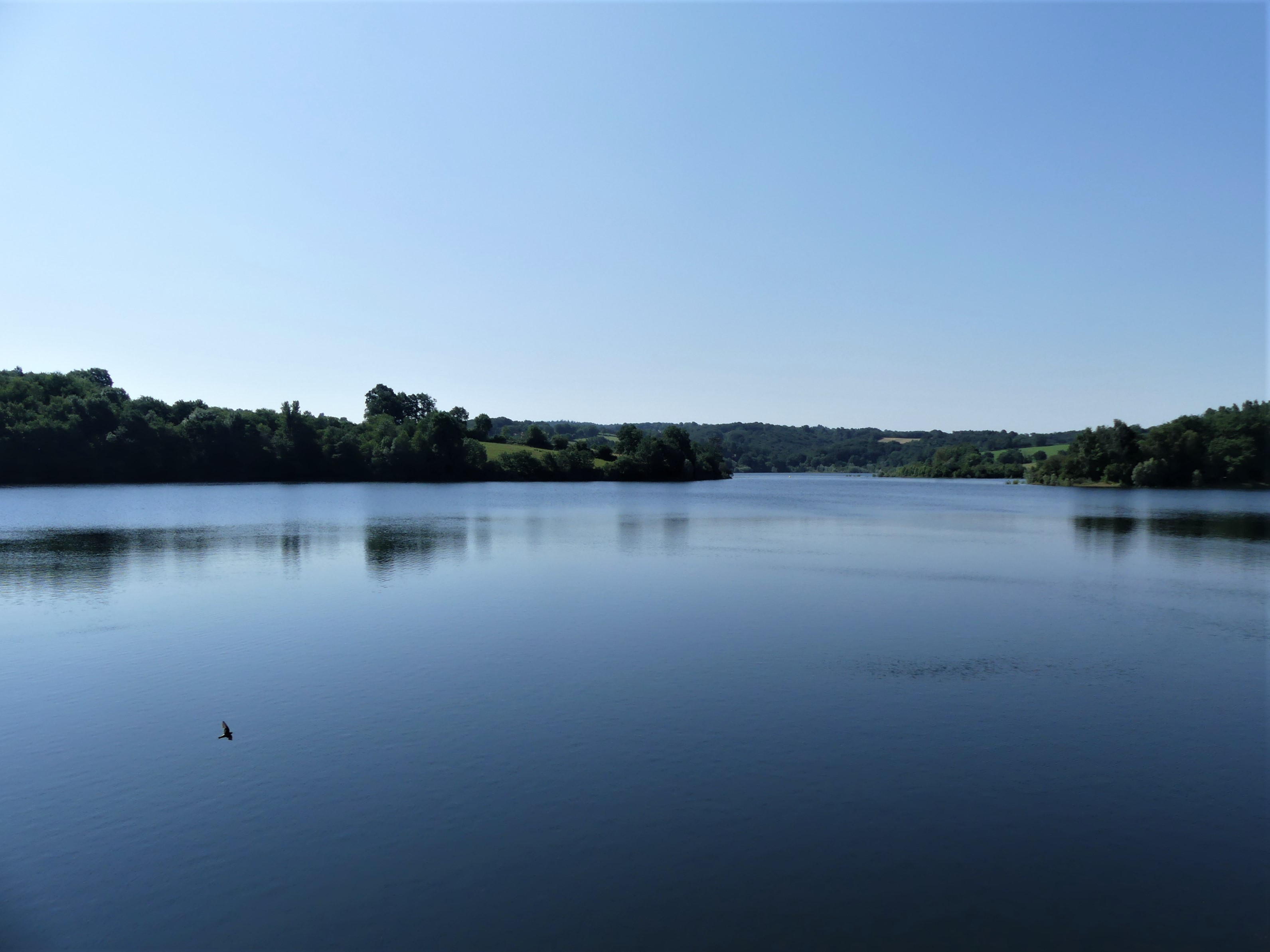
Le lac de Bage à proximité du barrage.
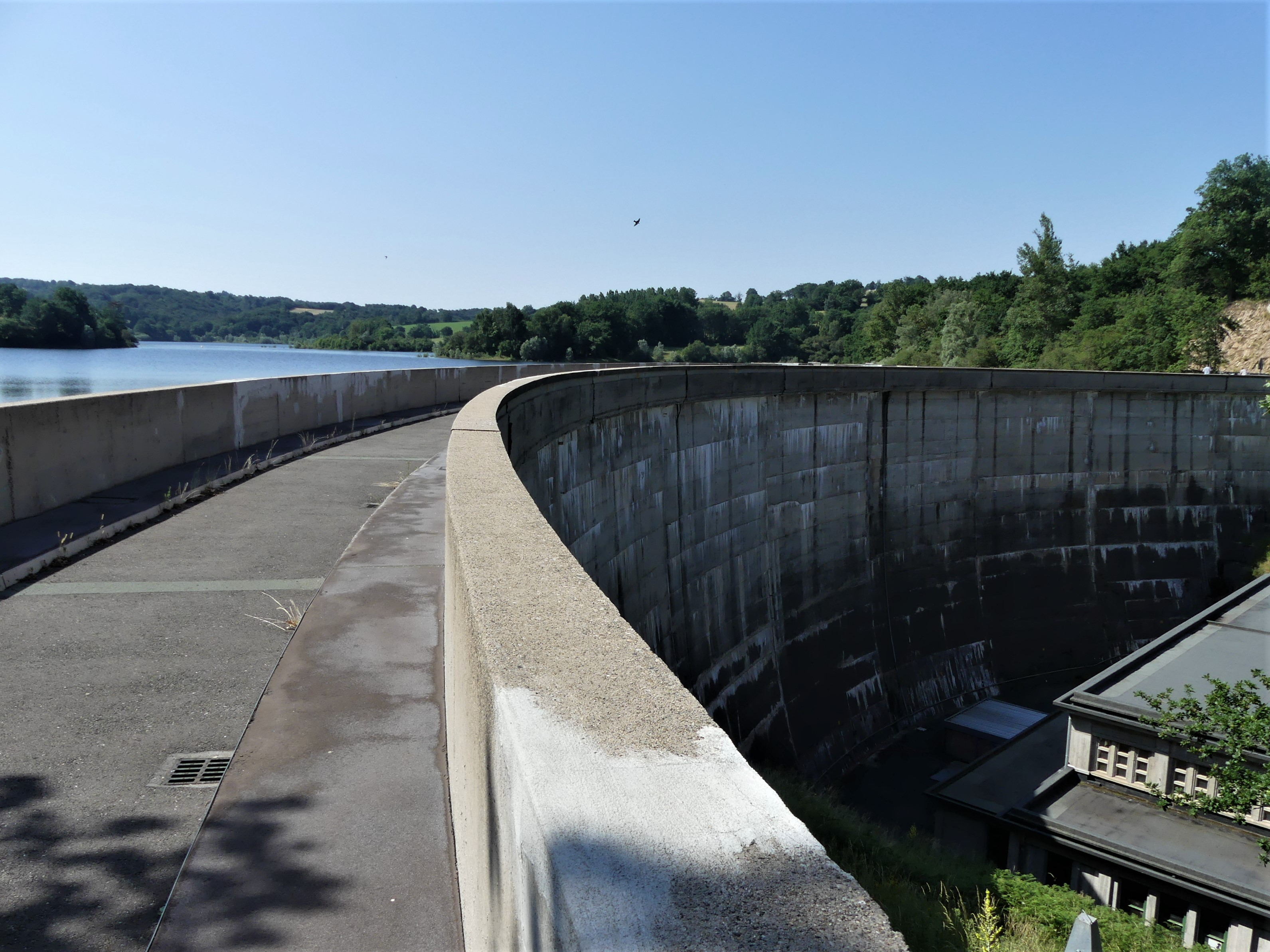
Le barrage du Bage.
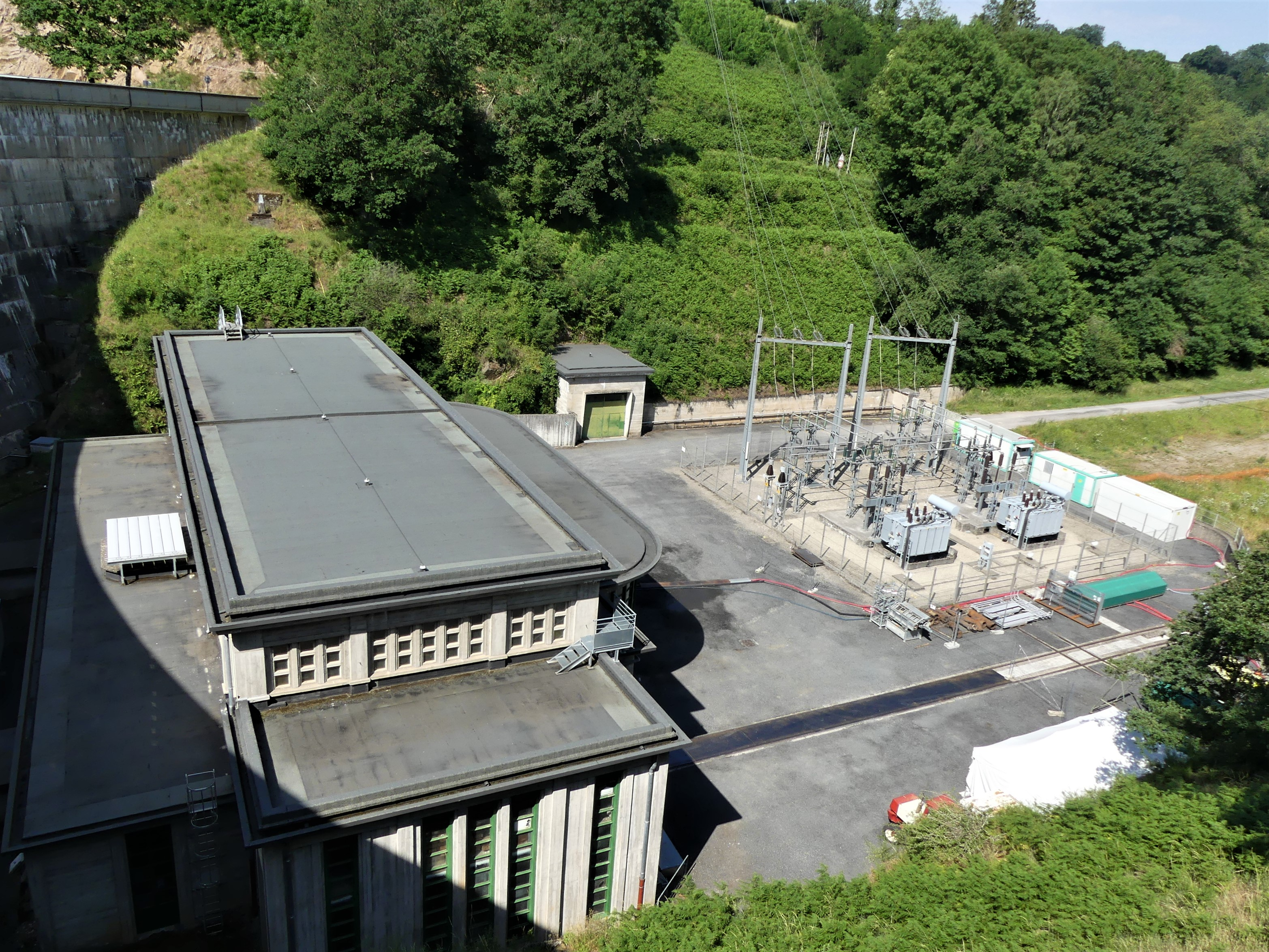
La station de pompage au pied du barrage.